# Guerre d'indépendance de l'Équateur
Guerre d'indépendance de l'Équateur
Batailles
m
Révolution de Quito (1809-1812)
- Paredones
- Verdeloma (1)
- Chimbo
- Mocha
- El Panecillo
- Ibarra (1)

Campagne de Guayaquil (1820-1821)
- Guayaquil
- Camino Real
- Huachi (1)
- Verdeloma (2)
- Tanizahua

Campagne de Quito (1821-1822)
- Yaguachi
- Huachi (2)
- Riobamba
- Pichincha

Rencontre de Guayaquil (26 juillet 1822)
Ibarra (2) (17 juillet 1823)
La guerre d'indépendance de l'Équateur est un processus indépendantiste avec pour objectif de rompre les liens coloniaux existant entre la Real audiencia de Quito et l'Empire espagnol dans le contexte des guerres d'indépendance en Amérique du Sud. L'indépendance de Guayaquil le 9 octobre 1820 marque le début de la guerre d'indépendance de la Real audiencia de Quito, qui s'achève par la bataille de Pichincha, près de Quito, le 24 mai 1822. Parmi les facteurs les plus influents dans son déclenchement se trouve la volonté des créoles, qui avait déjà un statut social et économique élevé, d'obtenir le pouvoir politique.
Dans l'historiographie traditionnelle équatorienne sont présentés comme des précédents de l'indépendance plusieurs soulèvements populaires comme la « Crise des Alcabalas » en 1592 ou la « Rébellion des Estancos » en 1765. Toutefois ces évènements n'ont que peu à voir avec les réclamations indépendantistes de l'Espagne. Le premier soulèvement demandant un gouvernement de la Real audiencia de Quito fut celui du 10 août 1809, conduit par certains secteurs éclairés de la population Quito suivant les idées du héros Eugenio Espejo. Traditionnellement cet évènement est connu comme le « Premier Cri de l'Indépendance », cependant, les dirigeants de la cause n'ont jamais parlé d'indépendance mais d'une plus grande autonomie politique avec un respect de la métropole et la capitale de la vice-royauté. En effet, ils prêtèrent serment d'allégeance au roi Ferdinand VII, s'opposant ainsi à l'invasion des troupes françaises de Napoléon qui à l'époque menaçait l'Espagne et à la proclamation de Joseph Bonaparte comme le nouveau roi. Les troupes envoyées par le vice-roi du Pérou, José Fernando de Abascal y Sousa, dont dépendait alors de la Real audiencia de Quito, mirent fin à la résistance populaire le 8 novembre 1810.
Une des autres causes qui ont influencé de manière significative l'indépendance de l'Équateur furent les campagnes émancipatrices du nord de l'Amérique du Sud, dirigées par Simón Bolívar. Ces évènements ont sensiblement affaibli les forces espagnoles de l'Audiencia de Quito.
Les grandes figures de la révolution d'indépendance sont notamment le Dr José Joaquín de Olmedo, le héros José de Antepara (es), le militaire León de Febres Cordero y Oberto (es), Antonio José de Sucre et le général José de Villamil.

## Antécédents

### Premiers soulèvements dans la Real Audiencia de Quito

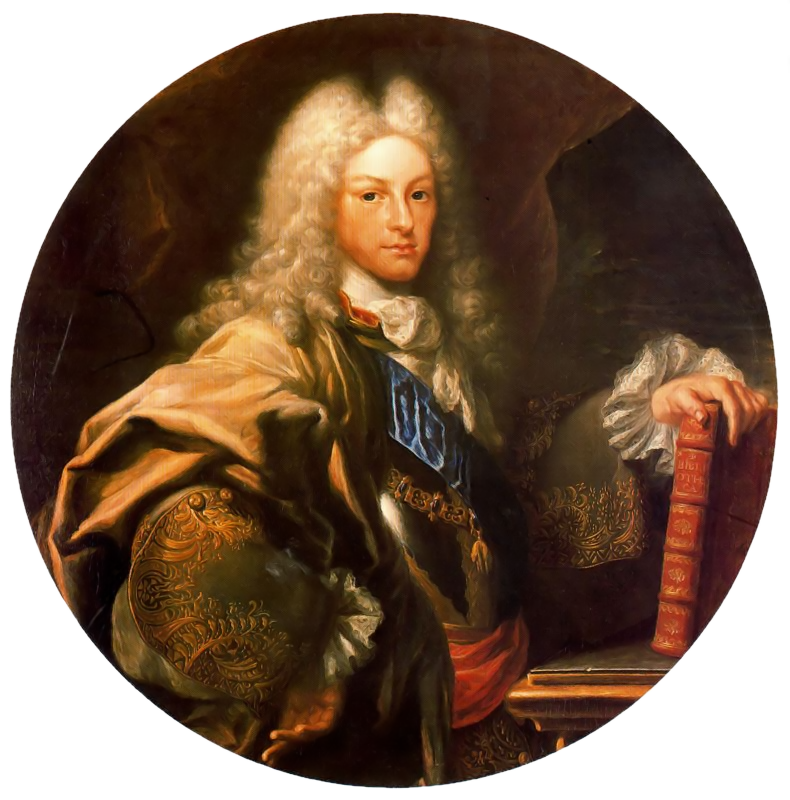
Felipe V, Roi d'Espagne.

À l'époque coloniale se produisent plusieurs rébellions contre le régime espagnol. Dans la Real audiencia de Quito a lieu entre juillet 1592 et avril 1593 la « Crise des Alcabalas », une confrontation entre les créoles, soutenus par les cabildos, et la Couronne qui défend les intérêts de l'audiencia. La principale raison de ces évènements est que les impôts alcabalas qui sont imposées aux créoles dans toute la Vice-royauté du Pérou mais dont les autochtones sont exemptés. La raison de ces taxes est le soutien des guerres coûteuses que l'Espagne livre dans le nord de l'Europe. Les troubles conduisent à des affrontements violents qui sont réprimés par une troupe envoyée par le vice-roi du Pérou. À la suite de ces soulèvements, les cabildos sont sanctionnés et l'autonomie dont jouissait la ville de Quito est diminuée.
Les changements politiques, administratifs et économiques, que mettent en œuvre les Espagnols en 1765, conduisent à un nouveau soulèvement connu sous le nom de « Rébellion des Estancos (es) ». Le but de cette révolte est l'aspiration du peuple au retour d'un gouvernement décentralisé mis en œuvre auparavant par les monarques espagnols de la Maison de Habsbourg et les premiers monarques de la Maison de Bourbon, avec la participation des secteurs locaux dans les décisions de l'État. Le roi d'Espagne Philippe V, par voie d'ordonnance, a étatisé la production et la distribution d'aguardiente. Les rebelles protestent car la vente de ce produit avait été libéralisé en 1738. Cela renforce le pouvoir de l'élite créole.

### Rébellion quiteña du 10 août 1809

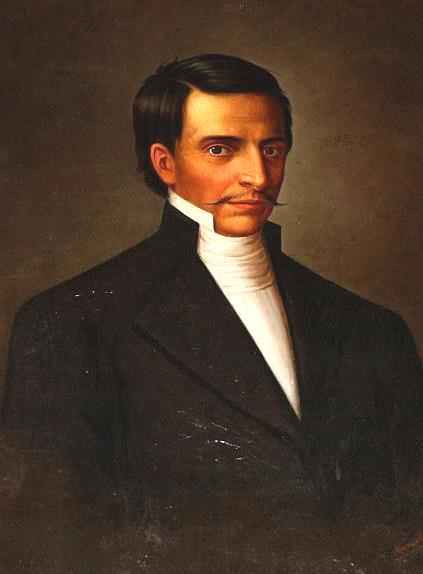
Eugenio Espejo.

Le Dr Eugenio Espejo commence à inculquer les premiers sentiments indépendantistes dans la société créole de Quito avec des publications telles que El Nuevo Luciano Quito et plus tard avec la création du journal Primicias de la cultura de Quito. Il est persécuté par les autorités espagnoles et emprisonné à plusieurs reprises.
L'un des plus influencés par Espejo est Juan Pío Montúfar (es), IIe marquis de Selva Alegre (es), qui, avec plusieurs autres quiteños éclairés comme Juan de Dios Morales (es) et Rodríguez de Quiroga, planifie le renversement du président de l'audience, Manuel Urriez, Ier conte de Ruíz de Castilla (es), avec le prétexte d'imiter le comportement que le peuple espagnol a adopté à l'époque pour rejeter les autorités qui avaient pris le parti de la nouvelle administration française et demeure fidèle au roi Ferdinand VII.
La révolution quiteña se produit le 10 août 1809 et établit rapidement la première constitution créole, qui libère la ville de Quito et sa province de la domination espagnole et de la dépendance administrative de Lima. Cependant, le caractère de la rébellion n'est pas indépendantiste car les chefs de la rébellion prêtent serment d'allégeance au roi d'Espagne, à l'image de plusieurs autres juntes qui se forment par la suite dans les pays voisins. La principale revendication est la mise en place d'un gouvernement créole à la tête de l'audience.
Presque un an plus tard, les forces envoyées par le vice-roi du Pérou rétablissent le contrôle Espagnol sur la ville le 2 août 1810. Il s'ensuit une forte répression sur la population de Quito qui se termine le 8 novembre de la même année. La plupart des dirigeants de la révolution sont tués par les troupes commandées par Toribio Montes.

## Contexte

### Idéalisme révolutionnaire et facteurs internationaux

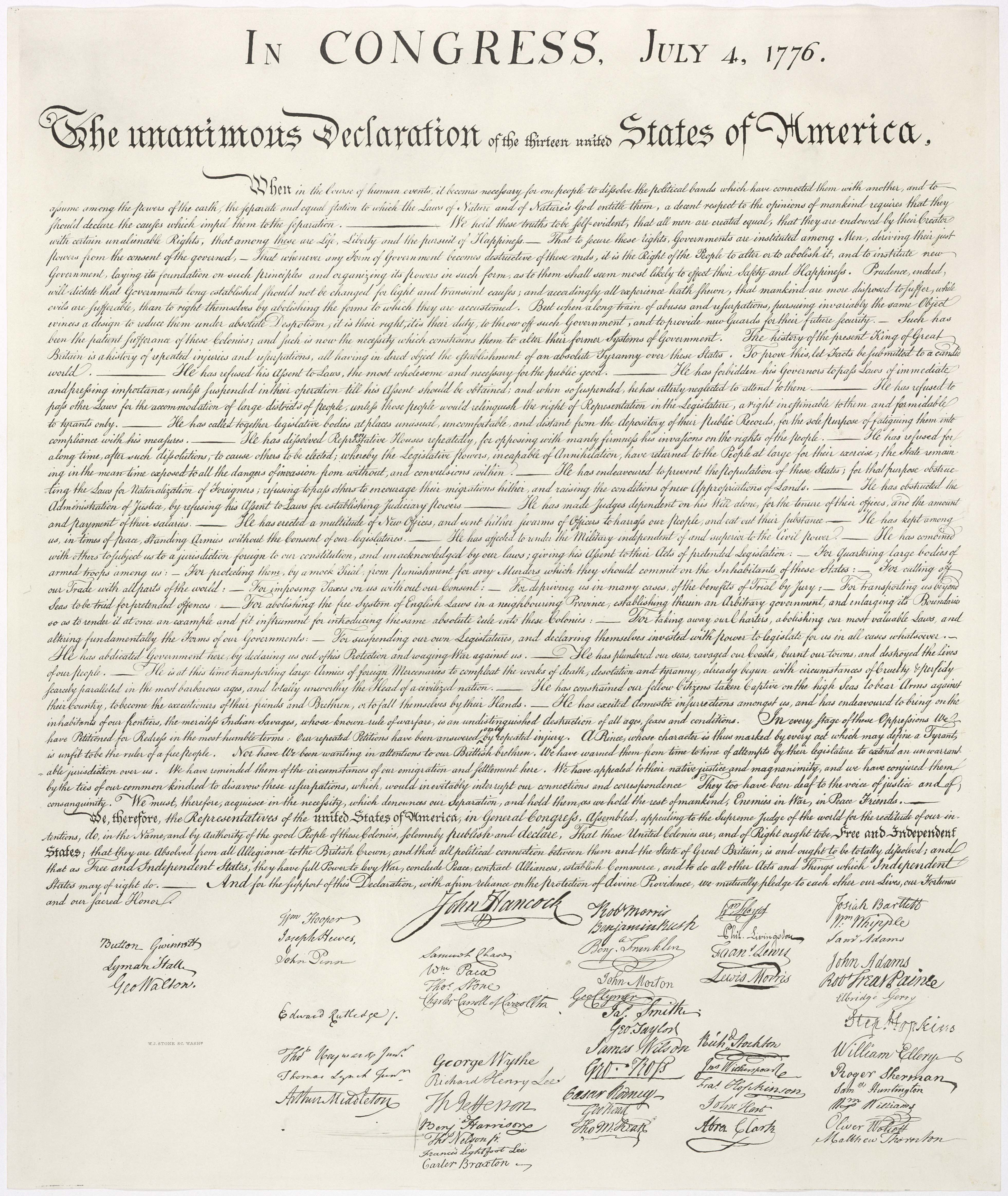
Déclaration d'indépendance des États-Unis.

Les idées révolutionnaires contre le colonialisme européen dans les Amériques commencent à prendre forme après la lutte pour l'indépendance des Treize colonies, au cours de laquelle l'Empire britannique connait une révolution qui commence en 1775 avec la formation d'armées continentales dirigé par George Washington, et se prolonge jusqu'en 1783, après la Déclaration d'indépendance des États-Unis en 1776.
L'indépendance américaine a des conséquences qui non seulement affectent les autres pays américains, mais ont un impact sur le continent européen, où la plupart des pays avaient des rivalités historiques, économiques et militaires. De fait, plusieurs autres empires européens ont aidé économiquement et militairement les révolutionnaires américains dans le but d'affaiblir les forces britanniques, générant ainsi une déstabilisation internationale de sa puissance. La conséquence européenne la plus immédiate de cette Révolution américaine est la Révolution française de 1789, à laquelle de nombreux français ayant combattu pour l'indépendance américaine prennent part, à l'image de La Fayette.
Ces deux révolutions, tirant leurs idées des Lumières, agissent comme des exemples marquants parmi les peuples qui, sans forcément être opprimés, aspirent à la liberté.

### Guerres d'indépendance en Amérique du Sud

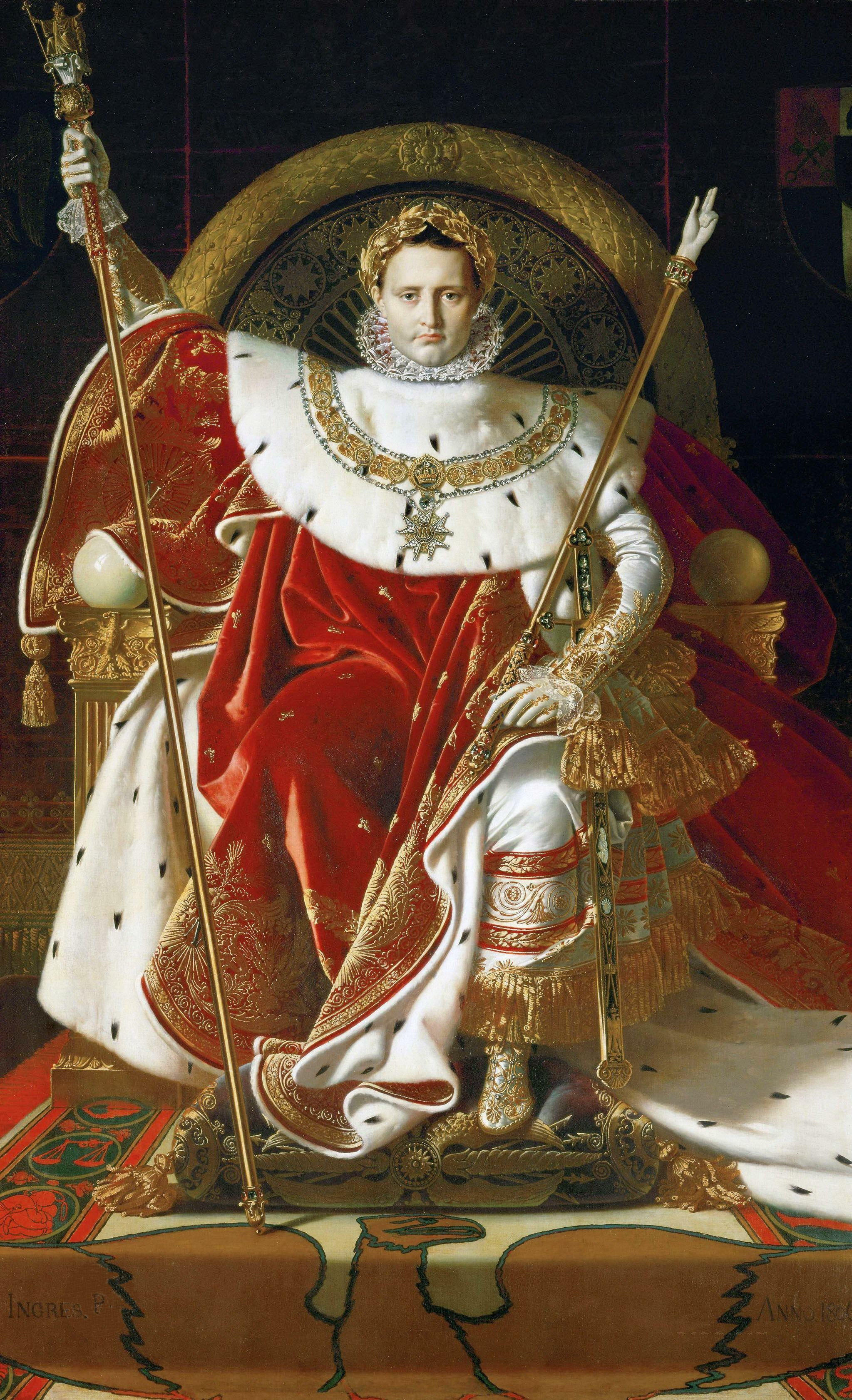
Napoléon sur son trône impérial, par Jean-Auguste-Dominique Ingres, 1806.

En Amérique latine, et en particulier dans les colonies espagnoles, la figure de Napoléon Ier est fondamentale. Au début du XIXe siècle, les guerres napoléoniennes font rage en Europe. En 1805, l'Espagne, alliée de l'Empire français, subit la rude défaite de Trafalgar et, privée de flotte, perd tout contact avec ses colonies. En 1807, le Portugal refusant d'appliquer le blocus continental, Napoléon décide d'envoyer ses troupes dans la péninsule, officiellement pour envahir le Portugal qui représente une faille notable dans son dispositif destiné à asphyxier l'Angleterre. L'invasion française déstabilise la Couronne espagnole, aggravant la crise de succession qui couve entre Charles IV et son fils Ferdinand. En 1808, l'empereur français en profite pour nommer son frère Joseph Bonaparte sur le trône, ce qui provoque le soulèvement du peuple espagnol contre ce qu'il considère comme une usurpation.
Tandis que l'Espagne s'affaiblit à cause des guerres en Europe à partir de 1808, des conflits commencent dans toute l'Amérique espagnole. Au Mexique commence la crise politique de 1808 (es) et le 19 avril 1810 à Caracas ainsi qu'en plusieurs autres endroits par la suite sont mises en place des juntes d'auto-gouvernement, donnant naissance aux guerres d'indépendance en Amérique du Sud.

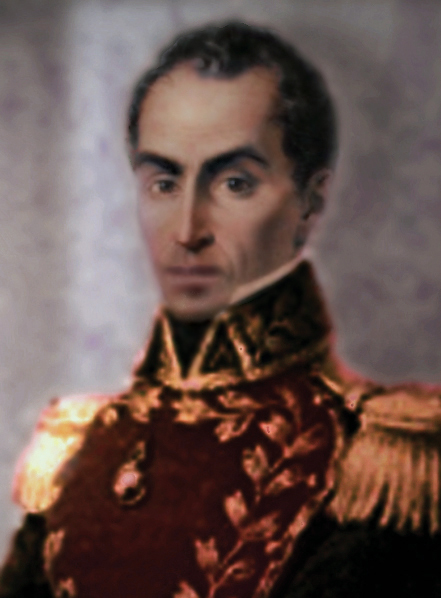
Portrait de Simón Bolívar.

Parmi les leaders indépendantistes, également appelés « libérateurs », figurent la plupart des « pères fondateurs » des actuels pays d'Amérique latine, tels que Simón Bolívar, José de San Martín, José Gervasio Artigas, Francisco de Paula Santander, Bernardo O'Higgins, Antonio José de Sucre, Miguel Hidalgo et José María Morelos.
Bolívar, l'un des chefs les plus éminents de l'émancipation sud-américaine, commence les guerres d'indépendance dans la Capitainerie générale du Venezuela et la vice-royauté de Nouvelle-Grenade. Parmi ses actions les plus remarquables sont la Campagne Admirable et son passage par la Jamaïque et Haïti. Dès 1818, la situation de l'armée espagnole au Venezuela devient intenable et plusieurs généraux espagnols sont contraints de retirer une partie de leurs forces de Nouvelle-Grenade pour vaincre Bolívar. La situation politique et militaire des indépendantistes est assez bonne pour commencer à réfléchir à l'organisation d'un État, ce qui est réglé en 1819 lors du Congrès d'Angostura.
La libération de la Nouvelle-Grenade, la proclamation de la Grande Colombie et la présence des armées indépendantistes près de ses frontières force la mobilisation des armées royalistes de la Real audiencia de Quito. L'attention de la présidence de Quito se concentre sur le contrôle militaire des frontières septentrionales, ce qui laisse certains secteurs non protégés.

## L'indépendance de Guayaquil

### Préparatifs

#### LaFragua de Vulcano

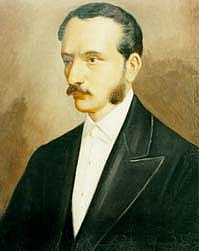
.

L'un des précurseurs de l'indépendance de Guayaquil es José de Antepara (es) qui, après avoir vécu en Europe et côtoyé des personnages avec des idéaux d'indépendance comme Francisco de Miranda, est de retour à Guayaquil durant l'année 1814 et établit rapidement des amitiés avec des partisans de l'émancipation comme José de Villamil et José Joaquín de Olmedo.
León de Febres Cordero (es), Luis Urdaneta (es) et Miguel de Letamendi (es), d'origine vénézuélienne, appartiennent au bataillon Numancia (es), mais leurs idées sont en faveur des révolutions émancipatrices. Ils ont été expulsés et renvoyés à leur patrie. Le navire, qui devait débarquer au Venezuela, arrive à Guayaquil et y reste pendant plusieurs semaines, période pendant laquelle les militaires rencontrent plusieurs dirigeants ayant l'idée de libérer la province de Guayaquil.
Le 1er octobre 1820, Villamil et Antepara visitent la maison de Pedro Morlás, et après une conversation au cours de laquelle ils présentent leurs idéaux, Isabela Morlas, la fille de l'hôte, propose d'organiser un bal dont l'accès serait contrôlé par doña Ana Garaycoa de Villamil, épouse de José de Villamil. Tant Antepara que Villamil voient la proposition de la jeune fille comme une couverture parfaite pour préparer une révolution qui mettrait fin à la domination de l'Espagne, c'est pourquoi ils invitent plusieurs personnages qui partagent leurs idéaux d'indépendance, parmi lesquels José Joaquín de Olmedo, Gregorio Escobedo (es), le docteur Luis Fernando Vivero, Francisco de Paula Lavayen, José Rivas, Manuel de Fajardo, José Correa et les vénézuéliens Febres Cordero, Urdaneta et Letamendi,.
Dans la nuit du 1er octobre, à la suite de la réunion à laquelle sont invités les familles les plus prestigieuses de la ville, l'hôte José de Villamil rassemble les invités que lui et Antepara (es) considèrent comme essentiels pour le succès de l'émancipation. Cette réunion est connue sous le nom de la Fragua de Vulcano (« la Forge de Vulcain ») et cette nuit-là le plan d'attaque contre plusieurs casernes royaliste commence à être conçu.

#### Organisation et planification

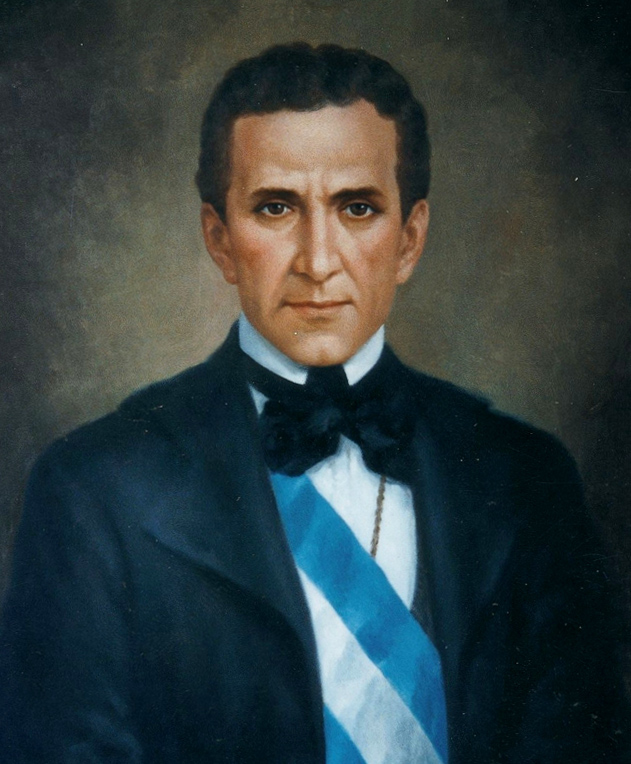
José Joaquín de Olmedo.

Le lundi 2 octobre se réunissent dans l'après-midi chez Villamil Escobedo et Peña, qui sont respectivement les chefs des bataillons Granaderos de Reserva et Milicias. Ils réaffirment leur attachement à la cause de l'indépendance. Leurs tentatives de rallier à leur cause les soldats de l’Escuadrón de Artillería et du bataillon de cavalerie Daule sont difficiles car leurs commandants sont espagnols, mais les deux hommes n'écartent pas la possibilité de convaincre la troupe grâce à l'intervention des sergents Álvarez Vargas et Pavón, des sympathisants.
Par ailleurs on recherche un leader pour la révolution. On a d'abord proposé le colonel Jacinto Bejarano, puis le lieutenant-colonel José Carbo y Unzueta. Cependant, on a pensé plus tard à José Joaquín de Olmedo. Les deux premiers sont écartés, pour diverses raisons, et Villamil est chargé de rendre visite à Olmedo.
Le lendemain, mardi 3 octobre, durant la visite de Villamil à Olmedo, ce dernier refuse l'offre, arguant que le poste devait revenir à un militaire et qu'en tant que poète il ne pourrait apporter que peu. Toutefois, il assure de sa sympathie totale envers la révolution et de sa volonté d'aider de quelque façon que nécessaire. Durant une autre réunion avec Villamil est pensé au colonel Rafael Ximena (es), qui est consulté par Villamil le lendemain.
Cependant, le mercredi 4 octobre, Ximena, qui, bien que sympathique aux idées émancipatrices, s'excuse et rejette la proposition de Villamil parce qu'il doit son éducation à la Couronne, étant lui-même d'ascendance noble. Ainsi, participer activement en tant que leader du mouvement serait vu par lui comme une trahison de la terre de ses ancêtres qu'il a suivis dans la carrière des armes. Le même jour est obtenue la participation du capitaine Damián Nájera de l'escadron de cavalerie Daule.
Le jeudi 5 octobre, les esprits de plusieurs membres du mouvement sont assombris par plusieurs facteurs. León de Febres Cordero (es), craignant le découragement ceux qui sont impliqués dans l'affaire, prononce un discours dans lequel il déclare notamment : « Au nom de l'Amérique, j'exhorte mes collègues à ne pas manquer une occasion si favorable de rendre un grand service aujourd'hui même en lançant la province de Guayaquil vers la révolution. ». Après cela, Febres Cordero prend un leadership certain.
Le vendredi 6 octobre, Villamil s'entretient avec Loro Francisco, copropriétaire avec Luzarraga de la goélette Alcance afin qu'il retarde un peu le départ du navire vers Panama, en attendant le résultat de l'action qui est programmée. Après l'acceptation de Loro, il rend visite à Luzarraga, qui donne également une réponse positive, mais ne lui dit pas toute la vérité car il est espagnol. Ainsi, Villamil demande de retarder le départ de Loro, qui est le capitaine du navire, afin qu'il puisse assister à la réception qu'il donnera chez lui le 8 octobre, officiellement pour célébrer sa nomination au poste de Procurador General.

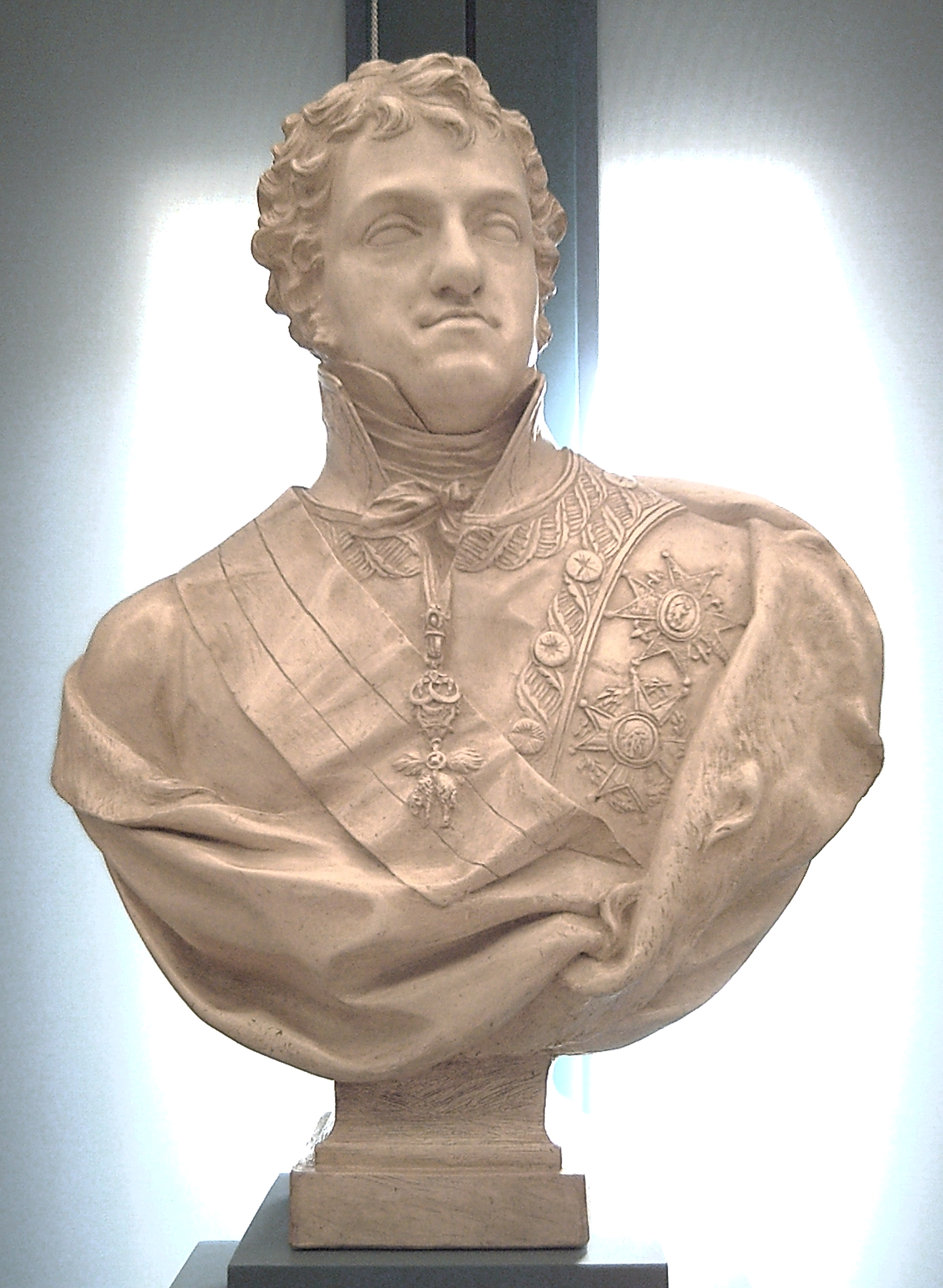
Buste officiel du roi Ferdinand VII d'Espagne, par Francisco Elías Vallejo (Académie royale des beaux-arts de San Fernando, Madrid).

Certaines préoccupations sont ressenties chez les l'indépendantistes le samedi 7 octobre à cause de la rumeur selon laquelle le père Querejasú de l'église de San Francisco Pascual a alerté Pascual Vivero sur la révolution à venir. Cela divise les conspirateurs en deux camps, le premier partisan d'effectuer le plus rapidement possible la révolution, et le seconde enclin à attendre une meilleure occasion, après le calme soit revenu. Le premier groupe comprend Febres Cordero, qui fait à nouveau pencher la balance en sa faveur. Après le discours, la révolution reprend son cours, et il est décidé de faire une dernière réunion le 8 chez Villamil dans l'après-midi, profitant de la réception offerte ce jour-là.
Le dimanche 8 octobre 1820, tous les conjurés sont réunis à 16 heures. Une heure et demie est entendu un appel de clairon correspondant aux officiers des Granaderos de Reserva. Escobedo suposse que le capitaine Vargas a lancé l'appel, et va au rapport. Après quelques instants, il apprend qu'il y a eu un conseil de guerre dans la maison du gouverneur Vivero, qui a décidé de prendre des mesures au cas où les rumeurs avait quelque fondement, et l'escadron alors a été déployé sur les quais. Cependant, l'ambiance vacille lorsque les plans doivent apparemment être changés de façon substantielle. Les officiers se dirigent vers les Granaderos, et les trois vénézuéliens se retirent pour capter les impressions de la rue avant de revenir. Les craintes s'éloignant de voir les Granaderos de Reserva se diriger en peu de temps vers son quartier général, Escobedo rejoint Villamil à 22h30 pour savoir si tout est prêt et réglé.
À deux heures du demain se réunissent à son quartier général un grand nombre d'adhérents à la cause. Lors de la séparation Escobedo assure Villamil que le triomphe sera complet, ajoutant qu'aucune goutte de sang ne serait versé, car il n'y avait personne contre qui se battre.

### Le 9 octobre 1820
L'effectif des armées royalistes stationnés dans la ville est d'environ 1500, qui est distribué comme suit : 600 soldats du bataillon Granaderos de Reserva, 500 soldats de l'escadron de cavalerie Daule, 200 hommes du bataillon de Milicias Urbanas, 200 soldats des Brigadas de Artillería et 350 soldats dans les 7 canonnières qui stationnent sur les quais. Cependant, les officiers favorables au mouvement sont Gregorio Alvarez Escobedo et Hilario des grenadiers, Damian Nájera de la brigade d'artillerie, José Peña du bataillon de la milice urbaine et enfin les sergents Vargas et Pavón de l'escadron de cavalerie Daule, assurant 70 % des effectifs de la place.
Par conséquent, les manœuvres consistent à prendre l'escadron de cavalerie Daule et les entrepôts d'explosifs de la brigade d'artillerie, annulant parallèlement la résistance des troupes qui accompagnent à la fois Joaquin Magallar, commandant des grenadiers, et Benito Garcia del Barrio, premier chef de bataillon de grenadiers de réserve. Les hommes des bateaux, commandée par Joaquin Villalba, ne sont pas pris en compte, car ils étaient de la veille en dehors du port, et l'occasion de résoudre ce problème se présenterait si révolution était couronné de succès. Et tout se passe comme prévu.
Durant la nuit du dimanche 8 octobre et le matin du lundi 9, León de Febres Cordero (es) et Najera se rendent chez le commandant espagnol Torres Valdivia sur le prétexte de l'inviter à un jeu de cartes. Une fois sur place, il est neutralisé et maintenu temporairement en captivité en lui expliquant que c'est le seul moyen de l'empêcher d'intervenir contre le mouvement indépendantiste et que, compte tenu de leurs estimations, ils avaient préféré éviter une dangereuse confrontation avec lui. Febres Cordero prend les clés du parc de Torres Valdivia et rejoint les grenadiers. Avec 50 hommes, il se rend à la brigade d'artillerie, et après avoir surpris et enfermé l'officier de service, prend possession des lieux. La troupe est déployée, saluant la cause révolutionnaire.
Pendant ce temps, Urdaneta, avec 25 hommes des grenadiers et de nouveaux jeunes guayaquileños ainsi que la complicité des sergents Vargas et Pavon, prennent le contrôle de l'escadron de cavalerie Daule, mais pas sans une fusillade avec Magallar et ses hommes, qui, se rendant compte de ce qui se passe, essaye de l'arrêter, mourant dans l'affrontement,. Après cette action, Urdaneta envoie le commandant Matías Tirapeguí, qui s'est prononcé en faveur du mouvement, à la Batería de las Cruces, avec la moitié de l'escadron de cavalerie, dans le but de la prendre.
Le dernier acte a eu lieu dans la résidence du colonel Benito García del Barrio, premier chef des grenadiers de réserve, qui est arrêté par le lieutenant Hilario Álvarez alors qu'il dormait.
Le matin du 9 octobre 1820, la ville de Guayaquil a obtenu son indépendance de l'Espagne et avec elle commence la guerre d'indépendance de ce qui est aujourd'hui la République d'Équateur.

### Création de la Province Libre de Guayaquil

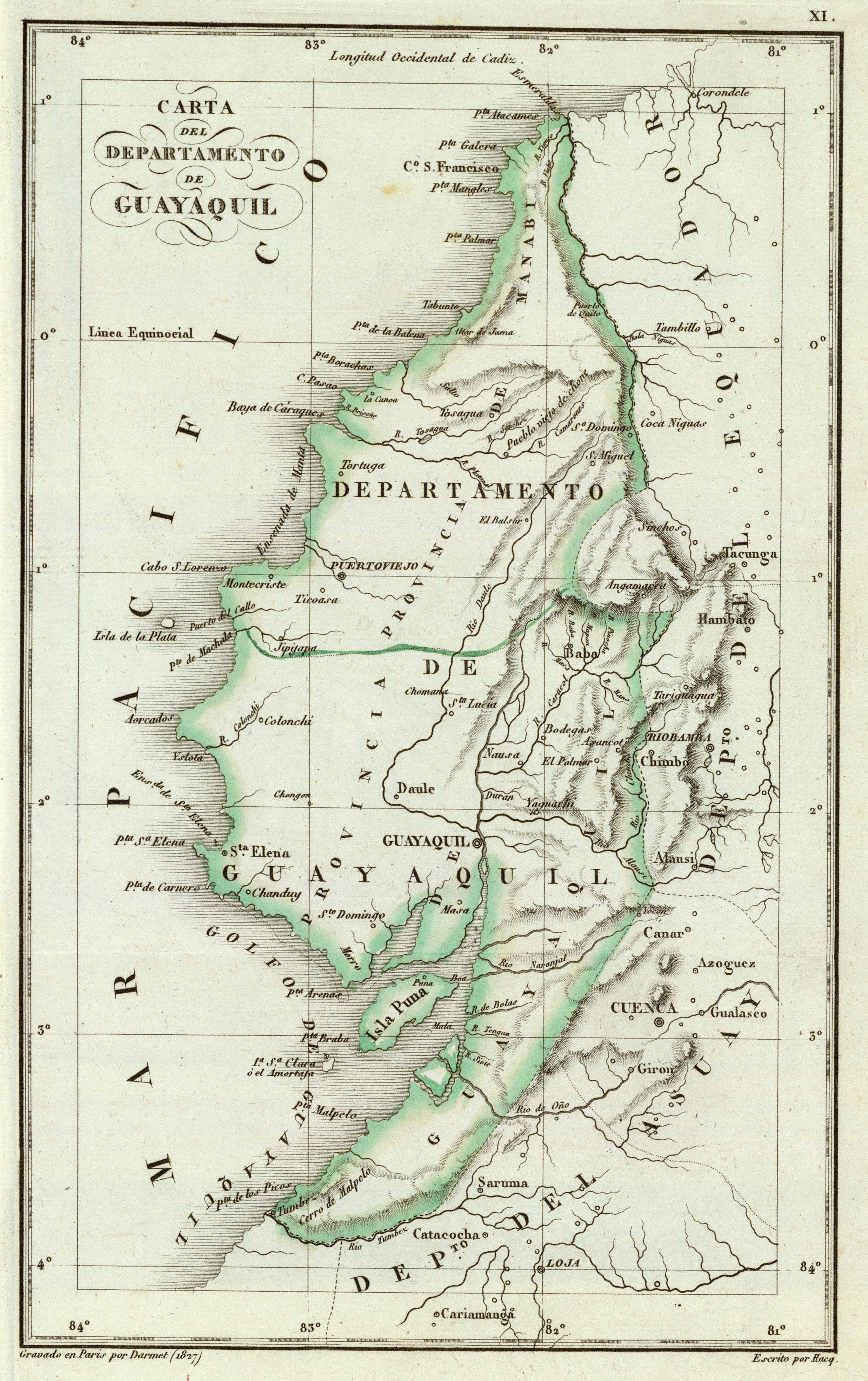
Extension territoriale de la Province Libre de Guayaquil.

Après la révolution du 9 octobre 1820, la ville de Guayaquil est libéré de la domination espagnole, mais pas sa province. L'indépendance de différentes villes est rapidement obtenue, comme le village de Samborondón le 10 octobre, Daule le 11 octobre ou Naranjal le 15 octobre.
Le 8 novembre 1820, 57 représentants de tous les villages qui forment la province de Guayaquil sont convoqués à la mairie de la ville où il est proclamé la naissance d'un nouvel État connu sous le nom de Province Libre de Guayaquil et élu comme président de celui-ci le Dr José Joaquín de Olmedo,. Après cela est adopté le Reglamento Provisorio de Gobierno (es) qui sert de constitution au nouvel État.
Cependant, les villes de Quito et Cuenca demeurent sous la domination espagnole, ce qui pourrait signifier un danger pour la récente indépendance de Guayaquil. Ainsi, Olmedo met en place une armée connue sous le nom de División Protectora de Quito chargée de veiller à la sécurité de la Province Libre de Guayaquil et libérer les autres villes qui composent la Real audiencia de Quito.

## Campagne de Guayaquil pour la libération de Quito
| [[Image:Equador physical map.svg\|350px\|{{{légende\|Carte de l'Équateur}]] (A1) Camino Real (08/11/1820) (A2) Huachi 1° (22/11/1820) (A3) Verdeloma (20/12/1820) (A4) Tanizahua (03/01/1821)Quito Guayaquil Cuenca Pasto LojaGrande Colombie Pérou |

Campagne de la Province Libre de Guayaquil.
La División Protectora de Quito (es) lance une campagne dans le but de libérer toute la Province Libre de Guayaquil, obtenant une victoire lors de la bataille de Camino Real, le 9 novembre 1820, mais se trouve bientôt dans une situation délicate après avoir été battue lors des batailles de Huachi, le 22 novembre 1820, et Tanizahua, le 3 janvier 1821.
Dans le même temps, la ville de Cuenca, qui a suivi l'exemple de Guayaquil et proclamé son indépendance le 3 novembre 1820, est reprise par les royalistes à la suite de la défaite des patriotes lors de la bataille de Verdeloma, le 20 décembre 1820.
Face à cette situation difficile, José Joaquín de Olmedo demande une aide militaire à la Grande Colombie pour défendre Guayaquil et libérer le reste de la Real audiencia de Quito.

### Bataille de Camino Real
Le premier combat de la División Protectora de Quito a lieu dans le secteur de Camino Real, près du petit village de Bilován, au sud de la ville de Guaranda. Les troupes guayaquileñas s'avancent vers le nord-est dans l'intention de rejoindre la capitale, Quito, mais les royalistes se sont fortifiés à Camino Real avec l'objectif d'empêcher le passage des indépendantistes et, éventuellement, d'organiser une future attaque de la ville même de Guayaquil et ainsi mâter la rébellion sur le territoire de la Real audiencia de Quito. Les forces guayaquileñas sont commandées par les colonels Luis Urdaneta (es) et León de Febres Cordero (es), tandis que les royalistes sont aux ordres du colonel Antonio Fominaya.
Les royalistes ont préparé diverses embuscades, cependant les indépendantistes, alertés des mouvements de Fominaya, développent une stratégie qui leur permet de gagner la bataille et de repousser les royalistes vers le nord. La victoire de Camino Real attise l'espoir des troupes guayaquileñas de la División Protectora de Quito dans son dessein de marcher sur la capitale de la Real Audiencia et de consolider l'indépendance de Guayaquil.

### Première bataille de Huachi
Après leur victoire lors de la bataille de Camino Real le 9 novembre 1820, les troupes de Guayaquil avancent depuis le littoral, entrant dans la vallée inter-andine vers le nord pour marcher sur Quito. Cependant, les royalistes vaincus à Camino Real attendent les séparatistes dans les hautes terres centrales de l'Équateur où l'affrontement a lieu, dans le secteur de Huachi, près de la ville d'Ambato, dans l'actuelle province de Tungurahua.
Les royalistes sont en infériorité numérique, mais ils ont une cavalerie plus expérimentée. De plus le terrain irrégulier de Huachi contribue à leur procurer un certain avantage. Une fois la bataille commencée, les mauvaises décisions des patriotes dans le déploiement et la retraite de plusieurs éléments de certains bataillons amène la rupture des rangs qui conduit à l'une des pires défaites de Guayaquil, causant des pertes importantes.
La défaite de Huachi signifie pour les troupes de Guayaquil la retraite vers le sud, ce qui laisse les royalistes libres de marcher vers la ville de Cuenca, qui a proclamé son indépendance le 3 novembre, dans le but de déstabiliser les indépendantistes et les repousser vers la côte.

### Bataille de Verdeloma
Après leur victoire sur les indépendantistes de Guayaquil lors de la bataille de Huachi le 22 novembre 1820, les troupes royalistes renoncent provisoirement à attaquer Guayaquil et préfèrent se diriger au sud, vers la ville de Cuenca, afin de libérer totalement la route allant de San Juan de Pasto au Pérou. Les patriotes cuencanos se portent à leur rencontre au niveau de la ville de Biblián, dans l'actuelle province de Cañar.
Une fois la bataille commencée, le 20 décembre 1820, les indépendantistes manquant de préparation, d'armes, de munitions et d'autres fournitures sont décimés et laissent sur le champ de bataille plus de 400 morts.
Seconde défaite des indépendantistes après celle de Huachi, la victoire royaliste de Verdeloma permet à ces derniers de reléguer les rebelles dans la région côtière. Elle signifie également la chute de l'éphémère « République de Cuenca », qui n'aura duré que six semaines. Les patriotes capturés sont ramenés à Cuenca où ils sont fusillés pour l'exemple.

### Bataille de Tanizahua
Après la victoire royaliste sur les patriotes cuencanos, le 20 décembre 1820 lors de la bataille de Verdeloma, il ne reste que Guayaquil à résister. Les royalistes s'avancent vers la ville et atteignent le 3 janvier 1821 l'armée patriote, qui les attend le pied ferme au niveau de la ville de Guaranda, au nord-ouest du lieu de la victoire patriote de Camino Real.
Le colonel patriote José García ayant reçu un message anonyme lui laissant penser que les royalistes sont peu nombreux, il prend la décision de les attaquer. Les patriotes ont tout d'abord le dessus sur les royalistes, et la victoire semble à portée de main lorsque des renforts royalistes surgissent et mettent en déroute les patriotes, qui laissent près de 410 morts sur le champ de bataille.
Troisième défaite des indépendantistes après celles de Huachi et Verdeloma, la victoire royaliste de Tanizahua permet à ces derniers de reléguer les rebelles dans la région côtière de Guayaquil. La chute de la ville ne semble dès lors qu'une question de temps.
Mais Guayaquil est un port, et peut donc recevoir des renforts. Ainsi, après que la Province Libre ait appelé à l'aide, le Libertador Simón Bolívar, président de la Grande Colombie, envoie à Guayaquil le général Antonio José de Sucre, qui débarque avec ses troupes le 6 avril 1821. Une nouvelle étape commence dans la lutte pour libérer le territoire de la Real audiencia de Quito du joug espagnol.

## Campagne d'Antonio José de Sucre en Équateur
| [[Image:Equador physical map.svg\|350px\|{{{légende\|Carte de l'Équateur}]] (B1) Yaguachi (19/08/1821) (B2) Huachi 2° (12/09/1821) (B3) Riobamba (21/04/1822) (B4) Pichincha (24/05/1822) (B5) Ibarra (17/07/1823)Quito Guayaquil Cuenca Pasto LojaGrande Colombie Pérou |

Campagne de Sucre en Équateur.

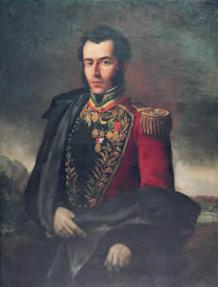
Antonio José de Sucre.

Début janvier 1821, Bolívar envoie à Guayaquil le général José Mires avec d'importants moyens matériels, puis son meilleur général, Antonio José de Sucre, en remplacement de Mires. Sucre arrive le 6 mai 1821 avec quelque 650 soldats colombiens qui s'ajoutent aux 1 400 soldats guayaquileños. Les instructions données à Sucre sont les suivantes : prendre le commandement des troupes qui se trouvent à Guayaquil, assurer l'incorporation de la province à la Colombie et préparer en liaison avec le Liberator les opérations qui contribueraient à libérer Quito.
Sucre signe un accord avec le gouvernement de Guayaquil et place ses troupes à Samborondón et Babahoyo pour interdire l'entrée de la province aux royalistes. Le 17 juillet 1821, un soulèvement anticolombien et pro-réaliste survient, qui est réprimé avec succès. Les royalistes, ayant connaissance de la rébellion, tentent de l'appuyer. Le gouverneur Aymerich se dirige vers le sud avec 2 000 hommes, tandis que le colonel Gonzalez marche de Cuenca à Guayaquil, menaçant les communications de Sucre qui s'avance pour combattre Aymerich. Conscient du mouvement de Gonzalez, Sucre se retire pour l'affronter et le battre le 19 août lors de la bataille de Yaguachi.
La victoire obtenue lors de la bataille de Yaguachi signifie l'indépendance totale de la province de Guayaquil. Sucre retourne dans le Nord pour faire face à Aymerich, mais celui-ci s'est retiré vers le nord. L'armée patriote poursuit les royalistes sur un long chemin, mais la situation politique à Guayaquil force Sucre à y retourner. Les campagnes d'indépendance continuent dans la région inter-andine, où un contingent militaire de l'Armée péruvienne envoyé par José de San Martín et commandé par le colonel Andrés de Santa Cruz vient renforcer l'armée patriote. La campagne conjointe des forces colombo-péruviennes s'achève le 24 mai 1822 par la bataille de Pichincha, qui assure la libération de la totalité de l'ancienne Real audiencia de Quito.

### Bataille de Yaguachi
Le 6 mai 1821, Bolívar envoie son meilleur général, Antonio José de Sucre en remplacement de Mires. Il est nommé par le gouvernement de Guayaquil chef suprême de l'armée et établit son quartier général à Samborondón d'où il envoie des troupes à Babahoyo sous le commandement du lieutenant-colonel Nicolás López.
Un groupe de conspirateurs se constitue à Guayaquil, dirigé par le colonel Juan de Dios Araujo, commandant de la province, le lieutenant-colonel Nicolas Lopez, commandant du bataillon Libertadores, le commandant Bartholomew Salgado, second commandant du bataillon Libertadores et le lieutenant Ramón Ollague, chef de la flotte stationnée dans la río Guayas se composant d'un brick, un sloop, deux goélettes et 10 canonnières.
La sédition est effectuée les 16, 17, 18 et 19 juillet, mais ne parvient pas à provoquer une adhésion des troupes libératrices à leur cause. Quelques traîtres coupent alors la route Guaranda-Riobamba. Le général Sucre charge le lieutenant-colonel Cestáris et le commandant Vicente Castro de poursuivre les rebelles. Le premier les rejoint à Palo Largo et les vainc, tandis que le second les contacte à Playas et réintègre 300 des mutins dans l'armée patriote.
Pendant ce tems, le général Melchor Aymerich atteint Riobamba avec 2 000 soldats et établit son quartier général dans la ville. Au courant de la situation, Aymerich décide de diviser ses forces et d'attaque sur deux fronts, le premier suivant le trajet Riobamba-Guaranda-Balzapamba-Babahoyo et l'autre division sous le commandement du colonel Francisco González suivant le trajet Cuenca-Tambo-Suscal-Boliche-Yaguachi Viejo-Babahoyo, les deux fronts devant se réunir à Babahoyo le 20 août 1821. González quitte Cuenca le 31 juillet, laissant une garnison dans la ville commandée par le capitaine Agustín Agualongo et le lieutenant-colonel Carlos José Marín.
Sucre, disposant d'une force inférieure en nombre, analyse la situation et décide de concentrer ses forces pour attaquer le colonel González aux alentours de Yaguachi. Il organise une force de réserve qu'il place sous le commandement du commandant Sebastián Pinilla et envoie à Portoviejo, ordonne l'avance de l'avant-garde dirigée par le général Mires jusqu'au point nommé Boca de Montaña et programme la marche de ses propres troupes pour le 17 août 1821. Ce jour-là les armées patriotes avancent à marche forcée sur 55 km pour atteindre Yaguachi. Le matin du 19 août 1821 les forces patriotes sortent de Yaguachi et occupent les positions préalablement définies par le lieutenant-colonel Cestáris. Elles trouvent sur leur chemin les troupes royalistes du colonel González.
Une fois en route le général Sucre atteint la Boca de Montaña de Yaguachi à l'endroit appelé Cone. Le terrain malgré son caractère plat est recouvert d'une haute forêt dans laquelle des forces ne peuvent pas pleinement se déployer en raison de la route étroite qui ne permet pas le passage de deux hommes de front. Cependant, la compagnie de chasseurs du bataillon Santander se met en position des deux côtés de la route pour prendre les royalistes dans un feu croisé soutenu jusqu'à ce que le reste du bataillon trouve un moyen d'attaquer l'ennemi, les obligeant à se replier à un point où ils peuvent essayez de résister aux attaques patriotes. Le commandant patriote Félix Soler brise finalement le front et les soldats royalistes battent en retraite, donnant ainsi une nouvelle victoire pour la cause indépendantiste.
Le nombre de victimes parmi les troupes est assez élevée. Le colonel Gonzalez réussit à s'échapper avec seulement 200 soldats et retourne à Cuenca. Frustré de cette défaite, Melchor Aymerich décide de retourner à Riobamba avec un contingent de 1 500 fantassins et 600 cavaliers, pour repenser sa stratégie de combat.

### Seconde bataille de Huachi
Victorieux lors de la bataille de Yaguachi, Sucre s'avance vers Quito. Les espagnols se positionnent à Huachi où les forces guayaquileñas ont été battues un an auparavant.
Après un bref contact entre les deux forces, les Espagnols tentent de fuir. Le général José Mires permet aux bataillons Guayaquil et Albion de poursuivre les royalistes, mais ils sont attaqués par la cavalerie et par l'infanterie royaliste qui se retourne et cerne les bataillons patriotes.
Sucre blessé, l'armée patriote retourne à Guayaquil avec quelques hommes et laisse sur le champ de bataille de nombreux hommes et matériels tandis que les royalistes ont réussi à sauver Quito de l'attaque des indépendantistes.

### Arrivée de renforts péruviens
Le 15 janvier 1822, un contingent militaire de l'Armée péruvienne est envoyé par José de San Martín afin de porter secours aux troupes de Antonio José de Sucre dans les territoires de la Province Libre de Guayaquil. Ces forces sont commandées par le colonel Andrés de Santa Cruz et renforcées par des troupes des Provinces-Unies du Río de la Plata. Le 20, elles pénètrent en territoire équatorien en franchissant le río Macará, puis entrent sans combattre dans la ville de Loja, évacuée par les royalistes.
De son côté, après sa défaite lors de la bataille de Huachi, le 12 septembre 1821, Antonio José de Sucre change de stratégie pour libérer Quito et commence une campagne depuis le sud de Guayaquil à Machala, où il a transporté par la mer son armée depuis la fin janvier 1822 et réorganisé ses forces.
Le 9 février 1822, les forces Santa Cruz font leur jonction avec les forces de Sucre dans le village indigène de Saraguro. Les deux armées agissent dès lors ensemble, remontant la région inter-andine vers le nord. Le 20 février, les forces combinées arrivent en vue de Cuenca, évacuée le jour suivant par les royalistes. La cavalerie patriote atteint Riobamba le 21 avril où elle se heurte à des cavaliers royalistes.

### Bataille de Riobamba
Le 21 avril 1822, c'est donc un combat de cavalerie que se livrent les deux armées, et plus particulièrement les patriotes de la première charge de l'argentin Juan Lavalle commandant un escadron du régiment de grenadiers à cheval (es) créé par José de San Martín comprenant 96 hommes.
Cette première charge audacieuse contre la cavalerie royaliste de 400 cavaliers est appuyée par une seconde et dernière charge des dragons et chasseurs montés. Les patriotes remportent le combat et entrent dans Riobamba.

### Bataille de Pichincha
La reprise de Cuenca, au sud a coupé toute communication entre Quito et Lima. Une avance lente et progressive des basses terres vers les Andes a permis une adaptation graduelle des troupes aux effets physiologiques de l'altitude, seul moyen d'éviter de livrer un autre combat dans des conditions défavorables contre les forces royalistes qui descendent de Quito.
Après la prise de Riobamba, à la suite de la bataille homonyme, Sucre y reste jusqu'au 28 avril, date à laquelle il reprend son avancée vers le nord. Le 2 mai 1822, les forces patriotes atteignent la ville de Latacunga, à 90 kilomètres au sud de Quito. Sucre y réorganise ses troupes et grossit ses rangs avec des volontaires venus des villes voisines, en attendant l'arrivée du bataillon colombien Alto Magdalena ainsi que des rapports sur les intentions de l'armée royaliste. Pendant ce temps, Melchor de Aymerich met en place des points fortifiés et des positions d'artillerie dans les principales passes montagneuses conduisant à Quito.
Sucre, désireux d'éviter une confrontation en terrain défavorable, décide de flanquer les positions royalistes en avançant le long des pentes du Cotopaxi pour atteindre la vallée de Chillos, sur l'arrière des positions fortifiées royalistes. Le 14 mai, l'armée royaliste, devinant les intentions de Sucre, recule sur Quito et, le 18 mai, après une marche difficile, l'armée de Sucre occupe Sangolquí.
Dans la nuit du 23 au 24 mai 1822, l'armée patriote commence à grimper les pentes du Guagua Pichincha, avec une avant-garde de 200 colombiens du Alto Magdalena suivie par le corps principal et, à l'arrière, la Légion britannique qui protège le train de munitions. À l'aube, à la consternation de Sucre, l'armée n'a pas beaucoup progressé, se trouvant à peine à mi-chemin du sommet, à 3 500 mètres d'altitude, et surtout à la vue des sentinelles royalistes de Quito. À 8 heures du matin, Sucre, anxieux à propos de la lente progression de la Légion britannique et avec des troupes exténuées et souffrant de l'altitude, ordonne une halte en enjoignant à ses lieutenants de cacher leurs bataillons du mieux qu'ils peuvent. Il envoie une partie du bataillon péruvien Cazadores del Paya en reconnaissance et le fait suivre par le bataillon Trujillo, également composé de Péruviens. Une heure et demie plus tard, ces troupes sont soudainement frappées par une mitraille de balles. La bataille a commencé.
Le premier contact s'étant effectué sur un terrain particulièrement difficile, les deux commandants n'ont d'autre choix que de jeter petit à petit leurs troupes dans la bataille. Bientôt, les bataillons patriotes, commençant à subir des pertes importantes et à manquer de munitions, entreprennent de battre en retraite. Alors que la position de la Légion britannique, qui transporte l'essentiel des munitions, est inconnue, l'armée royaliste semble prendre l'avantage. Le bataillon Piura fuit avant même de prendre contact avec l'ennemi et, par désespoir, une partie des troupes du Cazadores del Paya effectue une charge à la baïonnette qui stabilise la situation pendant un moment avec de lourdes pertes des deux côtés.
Néanmoins, Aymerich, a détaché durant sa marche le bataillon d'élite Aragón du corps principal de façon qu'il tombe sur l'arrière des patriotes et brise leurs lignes par une attaque surprise. L'Aragón, une unité de vétérans espagnols ayant participé à de nombreux combats durant la guerre d'indépendance espagnole et en Amérique du Sud, accomplit parfaitement son mouvement et s'apprête à assaillir par l'arrière les lignes adverses quand il est surpris par l'arrivée à point nommée de la Légion britannique. Celle-ci occupe une position plus haute que celle des Espagnols et, avec l'aide du bataillon Alto Madgalena, inflige de lourdes pertes au bataillon Aragón et le met hors de combat. Les Colombiens chargent alors les lignes royalistes, qui finissent par rompre.
À midi, Aymerich ordonne la retraite et l'armée royaliste, désorganisée et éreintée, se replie sur Quito, en bon ordre dans sa majorité. Les Colombiens atteignent les abords de Quito mais ne vont pas plus loin, suivant les ordres de leurs officiers qui ont prudemment décidé de ne pas laisser entrer leurs soldats dans la ville. La bataille de Pichincha, d'une durée de moins de trois heures, se termine par la victoire des patriotes.
Le 25 mai 1822, l'armée de Sucre entre dans Quito où elle reçoit la capitulation de l'armée espagnole. Cette capitulation, qui met fin à la résistance royaliste dans la région, permet à Bolívar d'entrer dans Quito le 16 juin et de déclarer, au milieu de l'enthousiasme général de la population, que la province est désormais incorporée à la République de Colombie.

## Fin de la guerre et intégration à la Grande Colombie

### Entrevue de Guayaquil

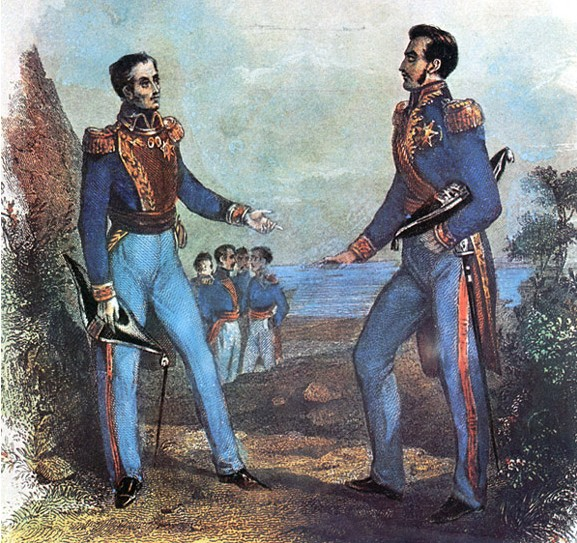
San Martín et Bolívar durant l'entrevue de Guayaquil.

Cinq jours après la victoire sur les pentes du Pichincha, Quito accepte l'annexion et déclare l'intégration à la Colombie de l'ensemble du territoire de la Real audiencia de Quito. Cuenca et Loja acceptent immédiatement la décision.
Le problème est que la Province Libre de Guayaquil, en tant qu'État souverain, n'est pas reconnu. À Guayaquil émergent trois partis politiques :
- Les colombianistas, partisans de l'annexion de Guayaquil à la Grande Colombie.
- Les peruanistas, défenseurs de l'incorporation de Guayaquil à la République du Pérou.
- Les independientes, convaincus que la Province Libre de Guayaquil doit rester un État libre et indépendant, dont fait notamment partie José Joaquín de Olmedo.

Face au danger du maintien d'un bastion royaliste en Amérique du Sud (c'est encore le cas de la Vice-royauté du Pérou, qui n'est pas totalement conquise), Bolívar accepte l'invitation de Saint-Martin d'unir leurs forces. Bolívar choisit la ville de Guayaquil comme lieu de l'entrevue.
Le 11 juillet 1822[réf. nécessaire], Bolívar arrive à Guayaquil, statuant que la province doit se joindre la Colombie. Dans un premier temps, il estime que l'incorporation doit se faire à la suite d'un vote libre et spontané, mais, en raison d'un groupe de riches marchands voulant garder le contrôle (et s'il ne parviennent pas à l'obtenir, rejoindre le Pérou), Simón Bolívar assume tous les pouvoirs et place la ville de Guayaquil sous la protection de la République de Colombie, se chargeant du commandement politique et militaire.
Quelques jours plus tard, le 26 juillet 1822, San Martín, arrivé la veille avec ses collaborateurs et son escorte dirigée par Pedro Nolasco Fonseca (es) à bord de la goélette Macedonia, s'entretient seul à seul avec Simón Bolívar.
La nuit du 27 juillet 1822, Bolívar invite San Martín à un banquet. À la moitié de celui-ci et dans le plus grand secret, San Martín se retire et fait voile vers le Pérou en laissant une partie de son armée de Bolivar.
Les deux hommes se sont rencontrés seuls et sans témoins, de sorte que nul ne sait ce que les deux Libertadores se sont dit. Toutefois, deux questions principales ont probablement été débattues : le sort de la province de Guayaquil et la fin de la campagne contre les royalistes, dont la dernière étape est de débarrasser le Pérou récemment indépendant des royalistes, certaines régions des hauts plateaux péruviens abritant les derniers vestiges des armées royalistes installées en Amérique du Sud.
L'annexion forcée de la Province Libre de Guayaquil à la Grande Colombie provoque l'exil volontaire de José Joaquín de Olmedo, qui écrit à Bolívar une lettre décrivant son désaccord avec les mesures prises pour son peuple. Le 31 juillet 1822, la ville de Guayaquil déclare son annexion à la Grande Colombie et avec elle le reste de l'éphémère nation guayaquileña.

### Vers de nouveaux combats

#### Bataille d'Ibarra
Le colonel Agustín Agualongo (es), commandant royaliste de Pasto, profitant d'une halte de Bolívar à El Garzal, dans la province de Los Ríos, se révolte le 12 juillet 1823. Bolívar, apprenant qu'Agualongo a vaincu le colonel Juan José Flores, se met en marche pour mâter la rébellion de Pasto.
Bolívar regroupe ses troupes à Otavalo et après sept jours de marche forcée, le 17 juillet, il défait Agualongo dans les rues d'Ibarra et près de l'hacienda La Victoria, sur l'autre rive du río Tahuando, lieu où se trouve la pierre nommée "Chapetona" qui rappelle le fait. Il est dit que Bolívar est monté sur cette pierre pour diriger ses troupes[citation nécessaire].
La bataille garde une importance spéciale pour être la seule dirigée personnellement par Bolívar en territoire équatorien.

#### Simón Bolívar au Pérou
À la suite de sa rencontre avec Bolívar à Guayaquil, San Martín renonce à toutes ses fonctions en arrivant au Pérou. Accompagné d'une petite escorte et d'un assistant, la même nuit, il se rend à cheval à Ancón, au nord-est de Lima. C'était 20 septembre 1822, le jour même de l'installation du premier Congrès constituant de la République du Pérou. À l'aube du 22 septembre, sur le brick "Belgrano", il embarque pour Valparaíso.
Au Pérou, le Protectorat de San Martín est remplacé par un comité directeur, composé du général José de La Mar, du marchand Antonio Felipe Alvarado et du comte Manuel Salazar y Baquíjano. Le premier Congrès promulgue la Constitution le 12 novembre 1822, la première constitution de la République de tendance clairement libéralisme.
Avec San Martín disparu de la scène, Bolívar accepte d'envoyer ses forces pour aider le Pérou. Ainsi, à l'arrivée de Simon Bolívar, le Congrès constituant suspend ses activités et donne des pouvoirs dictatoriaux à Bolívar. L'ultime campagne de Bolívar pour chasser définitivement les Espagnols d'Amérique du Sud peut commencer.